# Địa vị Lịch sử của Tây Tạng thuộc Trung Quốc
Địa vị Lịch sử của Tây Tạng thuộc Trung Quốc (tiếng Anh: The Historical Status of China's Tibet, tiếng Trung giản thể: 中国西藏的历史地位) là một cuốn sách xuất bản năm 1997 bằng tiếng Anh của chính phủ Cộng hòa Nhân dân Trung Hoa. Cuốn sách sửa đổi lịch sử Tây Tạng để tuyên bố rằng nó luôn thuộc về Trung Quốc.

## Bối cảnh
Với sự độc lập trên thực tế của miền Trung Tây Tạng vào nửa đầu của thế kỷ XX, Chính phủ Trung Quốc vẫn còn nhạy cảm với lập luận rằng chủ quyền đối với Tây Tạng là bất hợp pháp.
Cuốn sách được xuất bản lần đầu tiên năm 1997 bởi 5 tác giả: Phần giới thiệu và chương 8-9 đã được viết lại bởi Vương Quý, chương 1-4 của Ngô Vĩ, chương 5 và chương 7 bởi Dương Kiên Tán, chương 6 và 12 của Xirab Ni Mã, và các chương 10 và 11, cũng như các nhận xét kết luận của Đường Gia Vĩ. Nó đã được viết lại từ một chuyên khảo chuyên môn "Nhận thức về Địa vị Lịch sử của Tây Tạng" của Vương Quý, Xirab Ni Mã và Đường Gia Vĩ được nhà xuất bản Quốc gia xuất năm 1995.
Bản thân chuyên khảo năm 1995 để phản ứng lại cuốn sách trước đó có tên "Tây Tạng: Lịch sử chính trị và khuôn mặt thật của lịch sử Tây Tạng" của một nhóm tác giả Tây Tạng biên soạn và được xuất bản bởi Nhà Xuất bản Quốc gia ở Bắc Kinh.

## Trình bày
Cuốn sách trình bày quan điểm chính thức của Cộng hoà Nhân dân Trung Hoa về tình trạng pháp lý của Tây Tạng, nghĩa là lập luận rằng, bằng cách này hay cách khác, Tây Tạng luôn là một miền Trung Quốc, gần như từ thế kỷ thứ mười ba.
Cuốn sách chỉ trích cách giải thích và kết luận của một cuốn sách khác có tên "Trạng thái Tây Tạng: Lịch sử, Quyền và Triển vọng trong Luật Quốc tế" xuất bản năm 1987 của Michael van Walt van Praag, cố vấn pháp lý cho Đức Đạt Lai Lạt Ma thứ 14..
Nó cũng gây bàn cãi về việc phân tích một số sự kiện lịch sử quan trọng được thực hiện bởi chính trị gia Tây Tạng và nhà sử học Tsepon W. D. Shakabpa.

## Tác giả
Các đồng tác giả lấy bút danh Vương Gia Vĩ (王家伟, bính âm: Wang Jiawei) và Ni Mã Kiên Tán (尼玛 坚赞, bính âm: Nímǎ jiānzàn), bắt nguồn từ sự kết hợp của tên của năm người đóng góp vào văn bản (Vương Quí, Đường Gia Vĩ, Ngô Vĩ, Xirab Ni Mã, Dương Kiên Tán) được nêu ở phần tái bút.

## Tái bản
Cuốn sách được dịch và xuất bản năm 2001 bằng tiếng Pháp và sau đó vào năm 2003 bằng tiếng Đức, Tây Ban Nha và Nga.
Viện Nghiên cứu Trung Quốc ở Washington đã công bố phần giới thiệu và tóm tắt 8 chương của cuốn sách trong cuốn Tạp chí Vol. 4, Số 1, 2009 to Vol. Số 7, số 1, số 3012 của Tạp chí Viện Nghiên cứu Trung Quốc Washington.

## Tiếp nhận và phân tích
Theo nhà nghiên cứu người Tây Tạng John Powers (fr. Nl, de), cuốn sách của các tác giả Trung Quốc được viết để thuyết phục độc giả phương Tây rằng các tuyên bố độc lập của Tây Tạng là không có căn cứ.
Với sự độc lập trên thực tế của nhà nước trung tâm Tây Tạng, có trụ sở tại Lhasa, vào nửa đầu của thế kỷ XX, chính phủ Trung Quốc vẫn nhạy cảm với lập luận rằng chủ quyền đối với Tây Tạng là bất hợp pháp. Do đó, phần lớn các công trình do nhà nước bảo trợ về lịch sử Tây Tạng được dành cho việc khẳng định rằng Tây Tạng là và về mặt lịch sử đã là một phần không thể xâm phạm được của Trung Quốc.